# لیگزوز

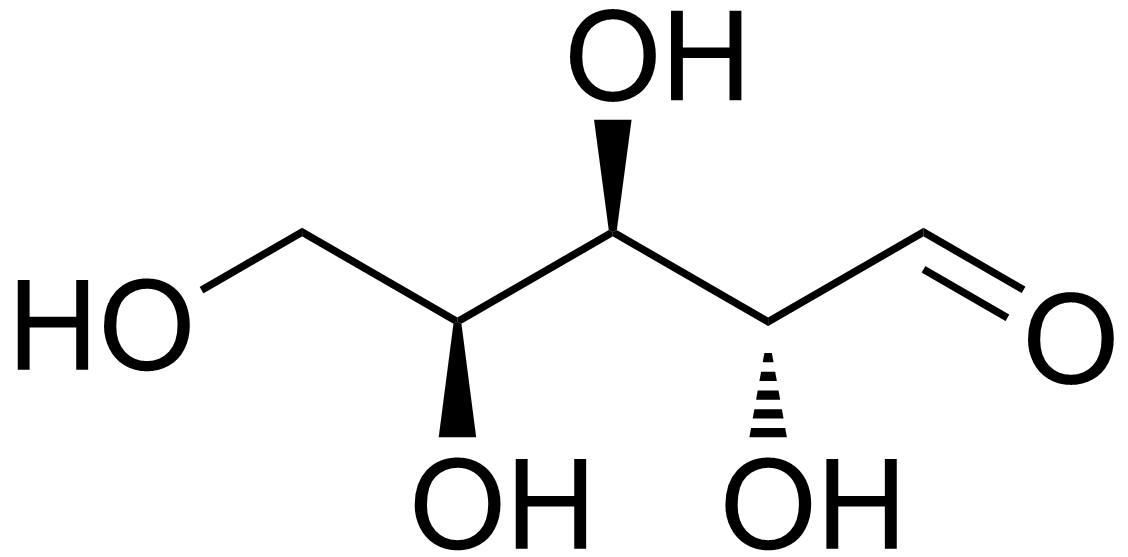
غرمول شیمیایی لیگزوز

لیگزوز یکی از مونوساکارید‌هایی است که در طبیعت بسیار نادر و کمیاب است. این مونوساکارید ۵ کربنی، را می‌توان در برخی از گلیکوپروتئین‌های ساخته شده توسط باکتری‌ها یافت. نام آیوپاک این مونوساکارید عبارت است از (2R,3R,4S)-2,3,4,5-Tetrahydroxypentanal .

## ساختار لیگزوز
لیگزوز یک آلدوپنتوز ات یعنی مونوساکاریدی است با ۵ کربن که دارای یک گروه آلدهید است. در مدل فیشر، گروه‌های هیدروکسیل کربن‌های ۲ و ۳ به سمت چپ بوده و گروه‌های هیدروکسیل کربن‌های ۴ و ۵ به سمت راست قرار می‌گیرند. فرمول شیمیایی لیگزوز C5H10O5 است.
این مونوساکارید در فرم حلقوی غالباً به شکل پیرانوز دیده می‌شود یعنی یک حلقه ی ۶ ضلعی تشکیل می‌دهد.